# Uśmiech szczęścia
Uśmiech szczęścia (ang. Smilin' Through) – amerykański film z 1932 roku w reżyserii Sidneya Franklina.

## Obsada
- Norma Shearer
- Fredric March
- Leslie Howard

## Nagrody i nominacje
| Nazwa nagrody | Wygrane            | Nominacje                                         |
| ------------- | ------------------ | ------------------------------------------------- |
| Oscar         | 1934 bez rezultatu | 1934 Najlepszy film wytwórnia Metro-Goldwyn-Mayer |